# Labeobarbus gorgorensis
Labeobarbus gorgorensis es una especie de peces de la familia Cyprinidae, orden Cypriniformes.
Son peces dulceacuícolas del lago Tana (Etiopía ) que pueden llegar alcanzar los 61,8 cm de longitud total.